# Lago Merced
Il lago Merced (in inglese Lake Merced) è un lago d'acqua dolce che si trova nell'angolo sud-ovest della città di San Francisco in California. È circondato da tre campi da golf e da aree residenziali. Nelle vicinanze si trova la San Francisco State University, la Lakeshore Alternative Elementary School, il Fort Funston e l'Oceano Pacifico.
Il lago Merced fu in origine battezzato con il nome di Laguna de Nuestra Señora de la Merced nel 1775 dal capitano ed esploratore Bruno de Heceta.